# Lombardiet Rundt 2007
Lombardiet Rundt 2007 blev arrangeret den 20. oktober 2007, og var den 101. udgaven af løbet. 

## Varese-Como, 242 km
20-10-2007
|    | Rytter            | Hold                      | Tid     | ProTour- point |
| -- | ----------------- | ------------------------- | ------- | -------------- |
| 1  | Damiano Cunego    | Lampre-Fondital           | 5:52.48 | 50             |
| 2  | Riccardo Riccò    | Saunier Duval-Prodir      | s.t     | 40             |
| 3  | Samuel Sánchez    | Euskaltel-Euskadi         | + 0.10  | 35             |
| 4  | Andy Schleck      | Team CSC                  | s.t     | 30             |
| 5  | Davide Rebellin   | Gerolsteiner              | s.t     | 25             |
| 6  | Cadel Evans       | Predictor-Lotto           | s.t     | 20             |
| 7  | Luca Mazzanti     | Ceramica Panaria-Navigare | s.t     | -              |
| 8  | Thomas Dekker     | Rabobank                  | s.t     | 10             |
| 9  | Giovanni Visconti | Quick Step-Innergetic     | + 0.16  | 5              |
| 10 | Chris Horner      | Predictor-Lotto           | s.t     | 2              |